# Eduardo Salvio
Eduardo Antonio Salvio vagy egyszerűen Eduardo Salvio (Avellaneda, 1990. július 13. –) argentin válogatott labdarúgó, a Benfica középpályása.

## Pályafutása

### Klubcsapatban
Pályafutását 17 évesen a Lanúsban kezdte. A 2007-es Apertura szezonra nevezték, de nem lépett pályára egyetlen mérkőzésen sem. Bemutatkozására 2008. augusztus 24-én került sor egy Boca Juniors elleni bajnokin. Első gólját két hónappal később az Argentinos Juniors ellen szerezte. 
2010-ben az Atlético Madridhoz szerződött, mellyel két alkalommal nyerte meg az Európa-ligát. A 2010–11-es szezont kölcsönben a Benficanal töltötte, majd 2012-ben leigazolták. 

### A válogatottban
Az argentin válogatottban 2009. május 20-án mutatkozott be egy Panama elleni barátságos mérkőzésen. Nevezték a 2018-as világbajnokságon részt vevő válogatott 23-as keretébe.

## Sikerei, díjai
Atlético Madrid
- Európa-liga (1): 2009–10, 2011–12

Benfica
- Portugál bajnok (4): 2013–14, 2014–15, 2015–16, 2016–17
- Portugál kupa (2): 2013–14, 2016–17
- Portugál szuperkupa (3):  2014, 2016, 2017

## Külső hivatkozások
- Eduardo Salvio – a FIFA adatbázisában
- Eduardo Salvio adatlapja a National-Football-Teams.com oldalon (angolul)

- Eduardo Salvio (angol nyelven). FootballDatabase.eu
- Eduardo Salvio (angol nyelven). soccerway.com
- Eduardo Salvio (francia nyelven). scoresway.com. [2018. január 29-i dátummal az eredetiből archiválva]. (Hozzáférés: 2018. május 30.)